# Língua alabama
A língua alabama (alabama: Albaamo innaałiilka), também conhecida como alibamu, é uma língua falada pelo povo alabama nos Estados Unidos, pertencendo ao ramo ocidental da família muscogee. Nos dias de hoje, ela é encontrada na reserva de Alabama-Coushatta, no estado do Texas, com cerca de 370 falantes em 2015. Ela também é utilizada como segunda língua pelo povo koasati [en] que habita a reserva de Alabama-Coushatta.
A língua se originou no estado do Alabama, onde o povo de mesmo nome havia se estabelecido. Porém, devido ao processo de colonização dos Estados Unidos, o povo teve que desocupar o seu território e se dispersou para outros estados, como Oklahoma, Mississippi, e então Texas, onde se aliaram ao povo coushatta e formaram a reserva Alabama-Coushatta de Texas, que existe até os dias atuais e é onde os falantes do idioma se encontram. Também é possível encontrar parte do povo alabama na reserva de Alabama-Quassarte, localizada em Oklahoma, porém nenhum de seus habitantes fala a língua.
O idioma atualmente se encontra em estado "definitivamente em ameaça de extinção" pela UNESCO, causado principalmente pela aculturação estadunidense, com relatos de gerações antigas sendo punidas por falar o idioma. Prezando pela preservação da cultura alabama, a reserva de Alabama-Coushatta tem feito esforços para documentar e revitalizar o idioma em parceria com o Laboratório WOLF (Working On Language in the Field) da Universidade Harvard. Esta parceria tem o objetivo de, em cinco anos, documentar a língua, estudar seu léxico e gramática e produzir recursos educacionais para a comunidade da reserva de Alabama-Coushatta.
Os alabamas não utilizam um sistema de escrita próprio, mas por questões de registro e pesquisa foi criado uma escrita utilizando o alfabeto latino. A língua é notável pela sua complexidade morfológica em relação aos verbos, sua ordem de sujeito-objeto-verbo e sua natureza aglutinante. Pode-se mencionar também seu inventário fonológico limitado, tendo apenas quatorze consoantes e três vogais.

## Etimologia

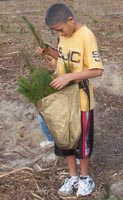
Um menino da reserva Alabama-Coushatta plantando uma árvore de natal.

A origem da palavra alabama ainda é desconhecida, mas acredita-se que ela surgiu na língua choctaw primeiro, pois antigamente os alabamas habitavam um território próximo aos choctaw, e é comum que uma comunidade nativa americana aceite o nome dado à eles por outra comunidade vizinha. Em relação ao seu significado, existem algumas teorias, mas duas principais prevalecem:
1. Que alabama significa "aqui nós descansamos". Foi sugerida pela primeira vez em 1842 na revista Jacksonville Republican e popularizada por textos de Alexander Beauford Meek, procurador-geral do estado do Alabama, nos anos 1850.[11] Apesar disso, especialistas nas línguas muscogeanas não conseguiram encontrar nenhuma frase ou palavra similar à alabama com o significado descrito no vocabulário das línguas;[11]
2. Que a palavra alabama foi derivada a partir da junção das palavras em choctaw alba, que significa "plantas grossas" ou "ervas", e amo, que significa "coletar".[11] O significado exato é desconhecido, mas poderia significar algo como "coletores de ervas".[12]

Até agora, nenhuma das teorias propostas foram confirmadas, tornando a origem do termo alabama ambígua. Cronistas estrangeiros que passaram pela região utilizavam grafias diversas para escrever sobre o povo, como "albamu", "alibamon", "alibamou" dentre muitas outras.
O endônimo Albaamo innaałiilka significa "língua alabama", originado a partir da junção dos termos Albaamo "indígena/pessoa alabama" e o substantivo naałiilka "língua", com o prefixo dativo im-.

## Distribuição
A língua alabama é uma língua com distribuição geográfica limitada, encontrada apenas na comunidade de Alabama-Coushatta. Antigamente, havia falantes do idioma em outras comunidades, como a reserva de Alabama-Quassarte, porém ao longo do tempo alguns grupos do povo alabama acabaram tendo sua língua suplantada por outros idiomas mais predominantes na região, como o creek.

### Línguas relacionadas
O primeiro estudo sobre o alabama em comparação com as línguas muscogeanas surgiu nos ano de 1884, escrita por Albert S. Gatschet, teorizando que o alabama fazia parte desta família. A primeira divisão das línguas muscogeanas também foi feita por Gatschet, que as dividiu em dois grupos: ocidental e oriental. Posteriormente, a linguista Mary R. Haas publicou, em 1941, a primeira classificação e agrupamento das línguas, baseado em uma análise fonética de sons recorrentes dentre a família.
| \| \| \| \| \| \| \| \| \| \| \| \| \| Proto-muscogeano \| \| \| \| \| \| \| \| \| \| \| \| \| \| \| \| \| \| \| \| \| \| \| \| \| \| \| \| \| \| \| \| \| \| \| \| \| \| \| \| \| \| \| \| \| \| \| \| \| \| \| \| \| \| \| \| \| \| \| \| \| \| \| \| \| \| \| \| \| \| \| \| \| \| \| \| \| \| \| \| \| \| \| \| \| \| \| \| \| \| \| \| \| \| \| \| \| \| \| \| \| \| \| \| \| \| \| \| \| \| \| \| \| \| \| \| \| \| \| \| \| \| \| \| \| \| \| \| \| \| \| \| \| Muscogeano ocidental \| Muscogeano ocidental \| Muscogeano ocidental \| Muscogeano ocidental \| Muscogeano ocidental \| Muscogeano ocidental \| \| \| \| \| \| \| \| \| \| \| Muscogeano oriental \| Muscogeano oriental \| Muscogeano oriental \| Muscogeano oriental \| Muscogeano oriental \| Muscogeano oriental \| \| \| \| \| \| \| \| \| \| \| \| \| \| \| \| \| \| \| \| \| \| \| \| \| \| Muscogeano ocidental \| Muscogeano ocidental \| Muscogeano ocidental \| Muscogeano ocidental \| Muscogeano ocidental \| Muscogeano ocidental \| \| \| \| \| \| \| \| \| \| \| Muscogeano oriental \| Muscogeano oriental \| Muscogeano oriental \| Muscogeano oriental \| Muscogeano oriental \| Muscogeano oriental \| \| \| \| \| \| \| \| \| \| \| \| \| \| \| \| \| \| \| \| \| \| \| \| \| \| \| \| \| \| \| \| \| \| \| \| \| \| \| \| \| \| \| \| \| \| \| \| \| \| \| \| \| \| \| \| \| \| \| \| \| \| \| \| \| \| \| \| \| Choctaw‎, chickasaw [en] \| Choctaw‎, chickasaw [en] \| Choctaw‎, chickasaw [en] \| Choctaw‎, chickasaw [en] \| Choctaw‎, chickasaw [en] \| Choctaw‎, chickasaw [en] \| \| \| \| \| \| \| Alabama, koasati, apalachee [en]† \| Alabama, koasati, apalachee [en]† \| Alabama, koasati, apalachee [en]† \| Alabama, koasati, apalachee [en]† \| Alabama, koasati, apalachee [en]† \| Alabama, koasati, apalachee [en]† \| \| \| Mikasuki, hitchiti†[i] \| Mikasuki, hitchiti†[i] \| Mikasuki, hitchiti†[i] \| Mikasuki, hitchiti†[i] \| Mikasuki, hitchiti†[i] \| Mikasuki, hitchiti†[i] \| \| \| Creek, seminole \| Creek, seminole \| Creek, seminole \| Creek, seminole \| Creek, seminole \| Creek, seminole \| \| \| \| \| \| \| \| \| \| \| \| \| |                         |                         |                         |                         |                         |                      |                      |                      |                      |  |  |                                   |                                   |                                   |                                   |                                   |                                   |  |  |                     |                     |                     |                     |                     |                     |  |  |                 |                 |                 |                 |                 |                 |  |  |  |  |  |  |  |  |  |  |  |  |
| |                         |                         |                         |                         |                         |                      |                      |                      |                      |  |  | Proto-muscogeano                  |                                   |                                   |                                   |                                   |                                   |  |  |                     |                     |                     |                     |                     |                     |  |  |                 |                 |                 |                 |                 |                 |  |  |  |  |  |  |  |  |  |  |  |  |
| |                         |                         |                         |                         |                         |                      |                      |                      |                      |  |  |                                   |                                   |                                   |                                   |                                   |                                   |  |  |                     |                     |                     |                     |                     |                     |  |  |                 |                 |                 |                 |                 |                 |  |  |  |  |  |  |  |  |  |  |  |  |
| |                         |                         |                         |                         |                         |                      |                      |                      |                      |  |  |                                   |                                   |                                   |                                   |                                   |                                   |  |  |                     |                     |                     |                     |                     |                     |  |  |                 |                 |                 |                 |                 |                 |  |  |  |  |  |  |  |  |  |  |  |  |
| |                         |                         |                         | Muscogeano ocidental    | Muscogeano ocidental    | Muscogeano ocidental | Muscogeano ocidental | Muscogeano ocidental | Muscogeano ocidental |  |  |                                   |                                   |                                   |                                   |                                   |                                   |  |  | Muscogeano oriental | Muscogeano oriental | Muscogeano oriental | Muscogeano oriental | Muscogeano oriental | Muscogeano oriental |  |  |                 |                 |                 |                 |                 |                 |  |  |  |  |  |  |  |  |  |  |  |  |
| |                         |                         |                         | Muscogeano ocidental    | Muscogeano ocidental    | Muscogeano ocidental | Muscogeano ocidental | Muscogeano ocidental | Muscogeano ocidental |  |  |                                   |                                   |                                   |                                   |                                   |                                   |  |  | Muscogeano oriental | Muscogeano oriental | Muscogeano oriental | Muscogeano oriental | Muscogeano oriental | Muscogeano oriental |  |  |                 |                 |                 |                 |                 |                 |  |  |  |  |  |  |  |  |  |  |  |  |
| |                         |                         |                         |                         |                         |                      |                      |                      |                      |  |  |                                   |                                   |                                   |                                   |                                   |                                   |  |  |                     |                     |                     |                     |                     |                     |  |  |                 |                 |                 |                 |                 |                 |  |  |  |  |  |  |  |  |  |  |  |  |
| Choctaw‎, chickasaw [en] | Choctaw‎, chickasaw [en] | Choctaw‎, chickasaw [en] | Choctaw‎, chickasaw [en] | Choctaw‎, chickasaw [en] | Choctaw‎, chickasaw [en] |                      |                      |                      |                      |  |  | Alabama, koasati, apalachee [en]† | Alabama, koasati, apalachee [en]† | Alabama, koasati, apalachee [en]† | Alabama, koasati, apalachee [en]† | Alabama, koasati, apalachee [en]† | Alabama, koasati, apalachee [en]† |  |  | Mikasuki, hitchiti† | Mikasuki, hitchiti† | Mikasuki, hitchiti† | Mikasuki, hitchiti† | Mikasuki, hitchiti† | Mikasuki, hitchiti† |  |  | Creek, seminole | Creek, seminole | Creek, seminole | Creek, seminole | Creek, seminole | Creek, seminole |  |  |  |  |  |  |  |  |  |  |  |  |

1. ↑  O hitchiti é considerado um dialeto do mikasuki por muitos.[16]

Além desta árvore, algumas outras propostas de conexões entre as línguas foram sugeridas. Uma delas, proposta por Pamela Munro, foi organizada de acordo com aspectos fonológicos e morfológicos desenvolvidos de forma similar entre as línguas. Ela as divide em outras duas categorias principais, muscogeano sul e norte, com algumas subdivisões a mais.
| \| \| \| \| \| \| \| \| \| \| \| \| \| Proto-muscogeano \| \| \| \| \| \| \| \| \| \| \| \| \| \| \| \| \| \| \| \| \| \| \| \| \| \| \| \| \| \| \| \| \| \| \| \| \| \| \| \| \| \| \| \| \| \| \| \| \| \| \| \| \| \| \| \| \| \| \| \| \| \| \| \| \| \| \| \| \| \| \| \| \| \| \| \| \| \| \| \| \| \| \| \| \| \| \| \| \| \| \| \| \| \| \| \| \| \| \| \| \| \| \| \| \| \| \| \| \| \| \| \| \| \| \| \| \| \| \| \| \| \| \| \| \| \| \| \| \| \| \| \| \| \| \| \| \| \| \| \| \| \| \| \| \| \| \| \| \| \| \| \| \| \| \| \| \| \| \| \| \| \| \| \| \| \| \| \| \| \| \| \| \| \| \| \| \| \| \| \| \| \| \| \| \| \| \| \| \| \| \| \| \| Muscogeano norte \| Muscogeano norte \| Muscogeano norte \| Muscogeano norte \| Muscogeano norte \| Muscogeano norte \| \| \| \| \| \| \| \| \| \| \| Muscogeano sul \| Muscogeano sul \| Muscogeano sul \| Muscogeano sul \| Muscogeano sul \| Muscogeano sul \| \| \| \| \| \| \| \| \| \| \| \| \| \| \| \| \| \| \| \| \| \| \| \| \| \| \| \| \| \| \| \| \| \| \| \| \| \| \| \| \| \| \| \| \| \| Muscogeano norte \| Muscogeano norte \| Muscogeano norte \| Muscogeano norte \| Muscogeano norte \| Muscogeano norte \| \| \| \| \| \| \| \| \| \| \| Muscogeano sul \| Muscogeano sul \| Muscogeano sul \| Muscogeano sul \| Muscogeano sul \| Muscogeano sul \| \| \| \| \| \| \| \| \| \| \| \| \| \| \| \| \| \| \| \| \| \| \| \| \| \| \| \| \| \| \| \| \| \| \| \| \| \| \| \| \| \| \| \| \| \| \| \| \| \| \| \| \| \| \| \| \| \| \| \| \| \| \| \| \| \| \| \| \| \| \| \| \| \| \| \| \| \| \| \| \| \| \| \| \| \| \| \| \| \| \| \| \| \| \| \| \| \| \| \| \| \| \| \| \| \| \| \| \| Creek, seminole \| \| \| \| \| \| \| \| \| \| \| \| \| \| \| \| \| \| \| \| \| \| \| \| \| \| \| \| \| \| \| \| \| \| \| \| \| \| \| \| \| \| \| \| \| \| \| \| \| \| \| \| \| \| \| \| \| \| \| \| \| \| \| \| \| \| \| \| \| \| \| \| \| \| \| \| \| \| \| \| \| \| \| \| \| \| \| \| \| \| \| \| \| \| \| \| \| \| \| \| \| \| \| \| \| \| \| \| \| \| \| \| \| \| \| \| \| \| \| \| \| \| \| \| \| \| \| \| \| \| \| \| \| \| \| \| \| \| \| \| \| \| Mikasuki, hitchiti† \| Mikasuki, hitchiti† \| Mikasuki, hitchiti† \| Mikasuki, hitchiti† \| Mikasuki, hitchiti† \| Mikasuki, hitchiti† \| \| \| \| \| \| \| \| \| \| \| \| \| \| \| \| \| \| \| Muscogeano sudeste \| Muscogeano sudeste \| Muscogeano sudeste \| Muscogeano sudeste \| Muscogeano sudeste \| Muscogeano sudeste \| \| \| \| \| \| \| \| \| \| \| \| \| \| \| \| \| \| \| \| \| \| \| \| \| \| \| \| \| \| \| \| \| \| \| \| \| \| Mikasuki, hitchiti† \| Mikasuki, hitchiti† \| Mikasuki, hitchiti† \| Mikasuki, hitchiti† \| Mikasuki, hitchiti† \| Mikasuki, hitchiti† \| \| \| \| \| \| \| \| \| \| \| \| \| \| \| \| \| \| \| Muscogeano sudeste \| Muscogeano sudeste \| Muscogeano sudeste \| Muscogeano sudeste \| Muscogeano sudeste \| Muscogeano sudeste \| \| \| \| \| \| \| \| \| \| \| \| \| \| \| \| \| \| \| \| \| \| \| \| \| \| \| \| \| \| \| \| \| \| \| \| \| \| \| \| \| \| \| \| \| \| \| \| \| \| \| \| \| \| \| \| \| \| \| \| \| \| \| \| \| \| \| \| \| \| \| \| \| \| \| \| \| \| \| \| \| \| \| \| \| \| \| \| \| \| \| \| \| \| \| \| \| \| \| \| \| \| \| \| \| \| \| \| \| \| \| \| \| \| \| \| \| \| \| \| \| \| \| \| \| \| \| \| \| \| \| \| \| \| \| \| \| \| \| \| \| \| \| \| \| \| \| \| \| \| \| \| \| \| \| \| \| \| \| \| \| \| \| \| \| \| \| \| \| \| \| \| \| \| \| \| \| \| \| \| \| \| \| \| \| \| \| \| \| \| \| \| \| \| \| \| \| \| \| \| \| \| \| \| \| \| \| \| \| \| \| \| \| \| \| \| \| \| \| \| \| \| \| \| \| \| \| \| \| \| \| \| \| \| \| \| \| \| \| \| \| \| \| \| \| \| \| \| \| \| \| Alabama, koasati, apalachee [en]† \| Alabama, koasati, apalachee [en]† \| Alabama, koasati, apalachee [en]† \| Alabama, koasati, apalachee [en]† \| Alabama, koasati, apalachee [en]† \| Alabama, koasati, apalachee [en]† \| \| \| \| \| \| \| \| \| \| \| \| \| \| \| \| \| \| \| Muscogeano ocidental \| Muscogeano ocidental \| Muscogeano ocidental \| Muscogeano ocidental \| Muscogeano ocidental \| Muscogeano ocidental \| \| \| \| \| \| \| \| \| \| \| \| \| \| \| \| \| \| \| \| \| \| \| \| \| \| \| \| \| \| \| \| \| \| \| \| \| \| Alabama, koasati, apalachee [en]† \| Alabama, koasati, apalachee [en]† \| Alabama, koasati, apalachee [en]† \| Alabama, koasati, apalachee [en]† \| Alabama, koasati, apalachee [en]† \| Alabama, koasati, apalachee [en]† \| \| \| \| \| \| \| \| \| \| \| \| \| \| \| \| \| \| \| Muscogeano ocidental \| Muscogeano ocidental \| Muscogeano ocidental \| Muscogeano ocidental \| Muscogeano ocidental \| Muscogeano ocidental \| \| \| \| \| \| \| \| \| \| \| \| \| \| \| \| \| \| \| \| \| \| \| \| \| \| \| \| \| \| \| \| \| \| \| \| \| \| \| \| \| \| \| \| \| \| \| \| \| \| \| \| \| \| \| \| \| \| \| \| \| \| Choctaw‎, chickasaw [en] \| \| \| \| \| \| \| \| \| \| \| \| \| \| \| \| \| \| \| \| \| \| |  |  |  |                  |                  |                  |                  |                     |                     |                     |                     |                     |                     |  |  |  |  |  |  |                                   |                                   |                                   |                                   |                                   |                                   |  |  |  |  |  |  |                    |                    |                    |                    |                    |                    |  |  |  |  |  |  |                         |                      |                      |                      |                      |                      |  |  |  |  |  |  |  |  |  |  |  |  |  |  |  |  |
| |  |  |  |                  |                  |                  |                  |                     |                     |                     |                     | Proto-muscogeano    |                     |  |  |  |  |  |  |                                   |                                   |                                   |                                   |                                   |                                   |  |  |  |  |  |  |                    |                    |                    |                    |                    |                    |  |  |  |  |  |  |                         |                      |                      |                      |                      |                      |  |  |  |  |  |  |  |  |  |  |  |  |  |  |  |  |
| |  |  |  |                  |                  |                  |                  |                     |                     |                     |                     |                     |                     |  |  |  |  |  |  |                                   |                                   |                                   |                                   |                                   |                                   |  |  |  |  |  |  |                    |                    |                    |                    |                    |                    |  |  |  |  |  |  |                         |                      |                      |                      |                      |                      |  |  |  |  |  |  |  |  |  |  |  |  |  |  |  |  |
| |  |  |  |                  |                  |                  |                  |                     |                     |                     |                     |                     |                     |  |  |  |  |  |  |                                   |                                   |                                   |                                   |                                   |                                   |  |  |  |  |  |  |                    |                    |                    |                    |                    |                    |  |  |  |  |  |  |                         |                      |                      |                      |                      |                      |  |  |  |  |  |  |  |  |  |  |  |  |  |  |  |  |
| |  |  |  | Muscogeano norte | Muscogeano norte | Muscogeano norte | Muscogeano norte | Muscogeano norte    | Muscogeano norte    |                     |                     |                     |                     |  |  |  |  |  |  | Muscogeano sul                    | Muscogeano sul                    | Muscogeano sul                    | Muscogeano sul                    | Muscogeano sul                    | Muscogeano sul                    |  |  |  |  |  |  |                    |                    |                    |                    |                    |                    |  |  |  |  |  |  |                         |                      |                      |                      |                      |                      |  |  |  |  |  |  |  |  |  |  |  |  |  |  |  |  |
| |  |  |  | Muscogeano norte | Muscogeano norte | Muscogeano norte | Muscogeano norte | Muscogeano norte    | Muscogeano norte    |                     |                     |                     |                     |  |  |  |  |  |  | Muscogeano sul                    | Muscogeano sul                    | Muscogeano sul                    | Muscogeano sul                    | Muscogeano sul                    | Muscogeano sul                    |  |  |  |  |  |  |                    |                    |                    |                    |                    |                    |  |  |  |  |  |  |                         |                      |                      |                      |                      |                      |  |  |  |  |  |  |  |  |  |  |  |  |  |  |  |  |
| |  |  |  |                  |                  |                  |                  |                     |                     |                     |                     |                     |                     |  |  |  |  |  |  |                                   |                                   |                                   |                                   |                                   |                                   |  |  |  |  |  |  |                    |                    |                    |                    |                    |                    |  |  |  |  |  |  |                         |                      |                      |                      |                      |                      |  |  |  |  |  |  |  |  |  |  |  |  |  |  |  |  |
| Creek, seminole |  |  |  |                  |                  |                  |                  |                     |                     |                     |                     |                     |                     |  |  |  |  |  |  |                                   |                                   |                                   |                                   |                                   |                                   |  |  |  |  |  |  |                    |                    |                    |                    |                    |                    |  |  |  |  |  |  |                         |                      |                      |                      |                      |                      |  |  |  |  |  |  |  |  |  |  |  |  |  |  |  |  |
| |  |  |  |                  |                  |                  |                  |                     |                     |                     |                     |                     |                     |  |  |  |  |  |  |                                   |                                   |                                   |                                   |                                   |                                   |  |  |  |  |  |  |                    |                    |                    |                    |                    |                    |  |  |  |  |  |  |                         |                      |                      |                      |                      |                      |  |  |  |  |  |  |  |  |  |  |  |  |  |  |  |  |
| |  |  |  |                  |                  |                  |                  | Mikasuki, hitchiti† | Mikasuki, hitchiti† | Mikasuki, hitchiti† | Mikasuki, hitchiti† | Mikasuki, hitchiti† | Mikasuki, hitchiti† |  |  |  |  |  |  |                                   |                                   |                                   |                                   |                                   |                                   |  |  |  |  |  |  | Muscogeano sudeste | Muscogeano sudeste | Muscogeano sudeste | Muscogeano sudeste | Muscogeano sudeste | Muscogeano sudeste |  |  |  |  |  |  |                         |                      |                      |                      |                      |                      |  |  |  |  |  |  |  |  |  |  |  |  |  |  |  |  |
| |  |  |  |                  |                  |                  |                  | Mikasuki, hitchiti† | Mikasuki, hitchiti† | Mikasuki, hitchiti† | Mikasuki, hitchiti† | Mikasuki, hitchiti† | Mikasuki, hitchiti† |  |  |  |  |  |  |                                   |                                   |                                   |                                   |                                   |                                   |  |  |  |  |  |  | Muscogeano sudeste | Muscogeano sudeste | Muscogeano sudeste | Muscogeano sudeste | Muscogeano sudeste | Muscogeano sudeste |  |  |  |  |  |  |                         |                      |                      |                      |                      |                      |  |  |  |  |  |  |  |  |  |  |  |  |  |  |  |  |
| |  |  |  |                  |                  |                  |                  |                     |                     |                     |                     |                     |                     |  |  |  |  |  |  |                                   |                                   |                                   |                                   |                                   |                                   |  |  |  |  |  |  |                    |                    |                    |                    |                    |                    |  |  |  |  |  |  |                         |                      |                      |                      |                      |                      |  |  |  |  |  |  |  |  |  |  |  |  |  |  |  |  |
| |  |  |  |                  |                  |                  |                  |                     |                     |                     |                     |                     |                     |  |  |  |  |  |  |                                   |                                   |                                   |                                   |                                   |                                   |  |  |  |  |  |  |                    |                    |                    |                    |                    |                    |  |  |  |  |  |  |                         |                      |                      |                      |                      |                      |  |  |  |  |  |  |  |  |  |  |  |  |  |  |  |  |
| |  |  |  |                  |                  |                  |                  |                     |                     |                     |                     |                     |                     |  |  |  |  |  |  |                                   |                                   |                                   |                                   |                                   |                                   |  |  |  |  |  |  |                    |                    |                    |                    |                    |                    |  |  |  |  |  |  |                         |                      |                      |                      |                      |                      |  |  |  |  |  |  |  |  |  |  |  |  |  |  |  |  |
| |  |  |  |                  |                  |                  |                  |                     |                     |                     |                     |                     |                     |  |  |  |  |  |  | Alabama, koasati, apalachee [en]† | Alabama, koasati, apalachee [en]† | Alabama, koasati, apalachee [en]† | Alabama, koasati, apalachee [en]† | Alabama, koasati, apalachee [en]† | Alabama, koasati, apalachee [en]† |  |  |  |  |  |  |                    |                    |                    |                    |                    |                    |  |  |  |  |  |  | Muscogeano ocidental    | Muscogeano ocidental | Muscogeano ocidental | Muscogeano ocidental | Muscogeano ocidental | Muscogeano ocidental |  |  |  |  |  |  |  |  |  |  |  |  |  |  |  |  |
| |  |  |  |                  |                  |                  |                  |                     |                     |                     |                     |                     |                     |  |  |  |  |  |  | Alabama, koasati, apalachee [en]† | Alabama, koasati, apalachee [en]† | Alabama, koasati, apalachee [en]† | Alabama, koasati, apalachee [en]† | Alabama, koasati, apalachee [en]† | Alabama, koasati, apalachee [en]† |  |  |  |  |  |  |                    |                    |                    |                    |                    |                    |  |  |  |  |  |  | Muscogeano ocidental    | Muscogeano ocidental | Muscogeano ocidental | Muscogeano ocidental | Muscogeano ocidental | Muscogeano ocidental |  |  |  |  |  |  |  |  |  |  |  |  |  |  |  |  |
| |  |  |  |                  |                  |                  |                  |                     |                     |                     |                     |                     |                     |  |  |  |  |  |  |                                   |                                   |                                   |                                   |                                   |                                   |  |  |  |  |  |  |                    |                    |                    |                    |                    |                    |  |  |  |  |  |  | Choctaw‎, chickasaw [en] |                      |                      |                      |                      |                      |  |  |  |  |  |  |  |  |  |  |  |  |  |  |  |  |

Alguns autores também mencionam a possibilidade de uma subfamília muscogeana central, em que apenas o alabama e o koasati fazem parte dela. A quantidade de evidências a favor de qualquer uma das divisões é considerável, fazendo com que o debate sobre qual modelo é mais preciso seja um tema complicado no qual linguistas não conseguem chegar em um consenso.
Não há registros de dialetos da língua alabama, mas muitos afirmam que a língua koasati é extremamente similar ao alabama. Esta semelhança é tanta que alguns falantes, especialmente aqueles mais jovens, têm dificuldades de diferenciar as duas línguas. Boa parte das palavras em ambas as línguas são extremamente similares, se não iguais. Apesar disso, grande parte dos linguistas acreditam que a relação entre os dois é distante o suficiente para não considerar nenhuma das línguas como dialeto da outra, justificado pela diferença morfológica e sintática considerável entre ambas. Segue uma tabela com algumas palavras nas línguas muscogeanas, em que palavras similares ao vocábulo alabama estão grifadas em negrito:
| Português   | Alabama     | Koasati   | Creek           | Seminole        | Choctaw    | Chickasaw | Mikasuki | Hitchiti |
| ----------- | ----------- | --------- | --------------- | --------------- | ---------- | --------- | -------- | -------- |
| "Inverno"   | hastola     | łafi      | łáfo            | łáfo            | haštola    | -         | -        | łaafí    |
| "Pato"      | chooskani   | coskani   | fóco            | fóco            | fočoš      | -         | -        | foci     |
| "Fogo"      | tikba       | tikba     | tótka           | tótka           | lowak      | lowak     | -        | iti      |
| "Cinco"     | taɬɬàapi    | cahoppaka | kahkipin        | kahkipin        | taɬɬapi    | -         | -        | kahkipan |
| "Homem"     | naani       | naani     | honánwa         | honánwa         | nakni      | -         | nakni    | nakni    |
| "Gambá"     | kono        | kono      | kóno            | kóno            | koni       | -         | kooni    | kooni    |
| "Cem"       | táɬɬìipa    | cokpí     | cokpí           | cokpí           | taɬɬiipa   | -         | -        | cokpí    |
| "Galinha"   | akaaka      | koloosi   | tottolôosi      | tottolôosi      | akanka     | -         | -        | -        |
| "Jacaré"    | hachonchoba | albata    | alpatá, halpatá | alpatá, halpatá | hačonnčoba | -         | -        | halpatí  |
| "Tartaruga" | satta       | satta     | lóca            | lóca            | loksi      |           |          | yokcí    |
| "Sapo"      | okwala      | okwala    | sopáakta        | sopáakta        | šilokwa    | -         | -        | -        |

Fazendo esta análise entre línguas, Haas notou que, em alguns casos, o alabama têm uma associação com o choctaw, enquanto o koasati tem uma associação com o hitchiti e o mikasuki. Não se sabe o motivo exato, mas ela teorizou que isso seja causado pelo eventual contato entre outros povos: em algum momento, os alabamas se aproximaram mais do povo choctaw e os koasatis se aproximaram dos micosuques, gerando estas semelhanças.

## História

Distribuição das línguas muscogeanas pré-contato europeu

O povo alabama vem ocupando os Estados Unidos por mais de 10 mil anos, possivelmente migrando do Mississippi até o estado do Alabama por volta de A.D. 800-1200.

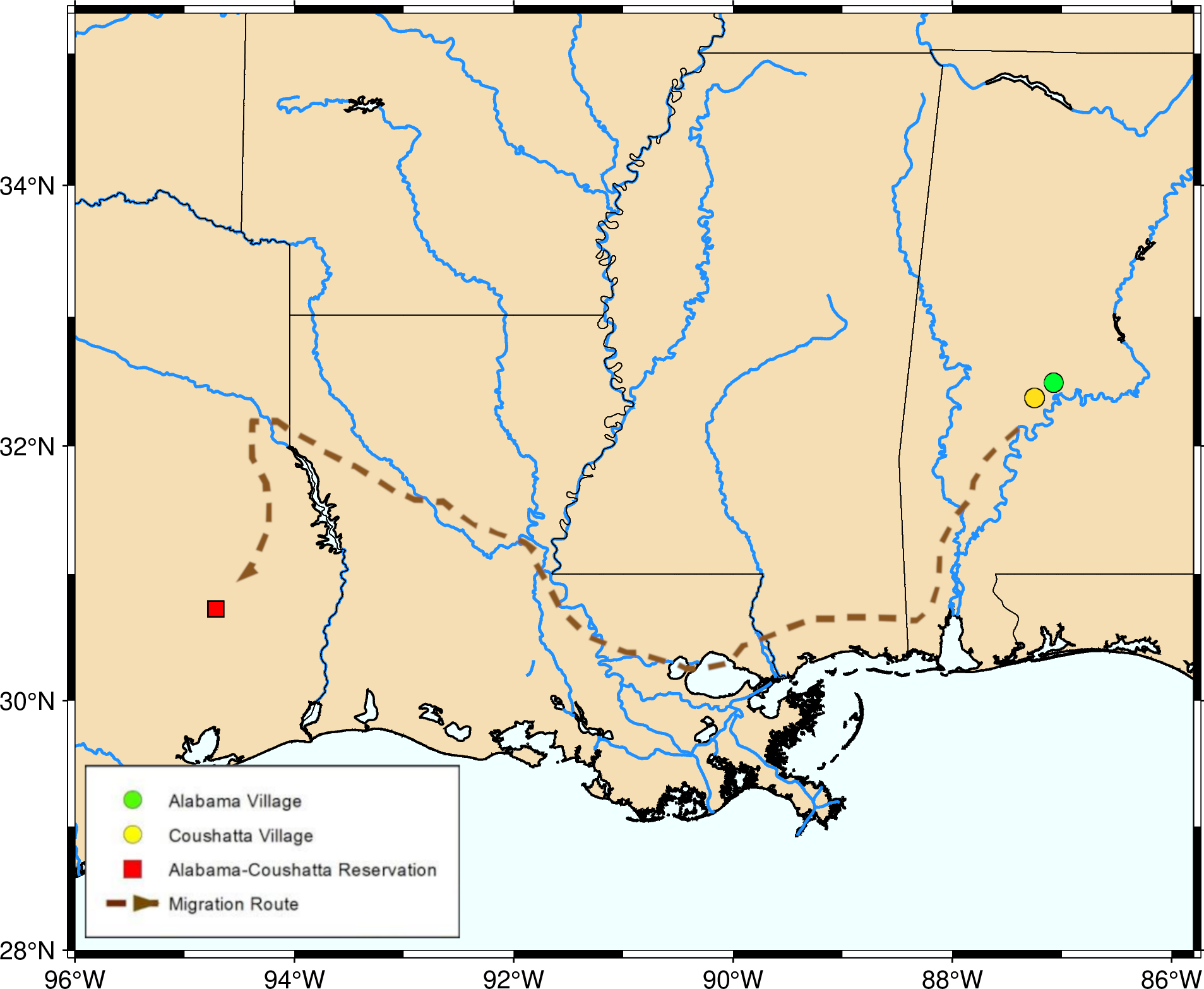
Aproximação da rota de migração dos alabamas e dos coushattas, c. 1763-1780:
Vila alabama
Vila coushatta
Reserva de Alabama-Coushatta
Rota de migração

Os primeiros registros do povo alabama surgiram em 1541, durante a colonização espanhola da América, quando Hernando de Soto realizou uma expedição na atual região nordeste dos Estados Unidos em busca de ouro. Foi registrado que, até o final do século 17, os alabamas habitavam uma região próxima do rio Alabama, quando em 1763 a França cedeu a região à Inglaterra, e como o povo não era próximo dos ingleses, eles migraram para outras regiões. Com isso, a maior parte dos alabamas decidiu imigrar para o oeste, chegando ao Texas por volta da década de 1780. Em 1854, os alabamas receberam 1280 hectares de terra, localizados no condado de Polk. Posteriormente, parte dos coushatta ficaram sem terras para habitar, e como os alabamas tinham uma proximidade tanto linguística quanto cultural em relação aos coushattas, eles permitiram que os coushattas se juntassem aos alabamas na reserva em que eles viviam, formando o que é a atual reserva de Alabama-Coushatta, onde a língua é falada até hoje. Em 1998, a linguista Helena Halmari conduziu uma pesquisa empírica na reserva, e viu que todos os respondentes tinham algum entendimento do idioma, mesmo que mínimo.
Hoje em dia, o alabama é utilizado majoritariamente em residências e entre famílias, com o inglês sendo utilizado em escolas e em serviços de igrejas. Entretanto, houve esforços para introduzir o idioma em pré-escolas e em programas de verão para crianças jovens. Apesar disso, a língua é classificada como "definitivamente em ameaça de extinção" pelo Atlas Mundial de Línguas da UNESCO, fenômeno recorrente entre as línguas indígenas americanas e causado principalmente pelo processo de aculturação e assimilação cultural nos Estados Unidos [en] que ocorreu na década de 1800. Vendo isso, em janeiro de 2024, a estudante alabama da Universidade Harvard Ava E. Silva iniciou uma colaboração com o Laboratório WOLF (Working On Language in the Field) da universidade, visando preservar a língua de sua comunidade através da documentação e de estudos do léxico e da gramática da língua dentro de um período de cinco anos. Tal colaboração foi feita com o intuito de realizar pesquisas mais atualizadas sobre o idioma e produzir materiais educativos para a comunidade.

## Fonologia

### Consoantes
A língua alabama possui 14 fonemas consonantais, que ocorrem ou no início de palavras ou entre vogais. Nenhuma palavra nativa da língua dita isoladamente termina em uma consoante, e o vozeamento segue o mesmo padrão para todas as consoantes: as consoantes plosivas, fricativas e africadas são obstruentes (desvozeadas), enquanto as nasais e a aproximante lateral são vozeadas. A única exceção para esta regra é a plosiva bilabial vozeada /b/.
|                     | Bilabial | Bilabial | Labiodental | Alveolar | Labiovelar | pós-alveolar | Palatal | Velar | Glotal |
| ------------------- | -------- | -------- | ----------- | -------- | ---------- | ------------ | ------- | ----- | ------ |
| Plosiva             | pⓘ       | bⓘ       |             | tⓘ       |            |              |         | kⓘ    |        |
| Nasal               | mⓘ       | mⓘ       |             | nⓘ       |            |              |         |       |        |
| Africada            |          |          |             |          |            | t͡ʃⓘ          |         |       |        |
| Fricativa           |          |          | fⓘ          | sⓘ       |            |              |         |       | hⓘ     |
| Fricativa lateral   |          |          |             | ɬⓘ       |            |              |         |       |        |
| Aproximante         |          |          |             |          | wⓘ         |              | jⓘ      |       |        |
| Aproximante lateral |          |          |             | lⓘ       |            |              |         |       |        |

1. 1 2 3  O local de articulação destas consoantes podem variar, com falantes mais novos utilizando a articulação alveolar e os mais velhos utilizando a dental.[33]
2. ↑  O local de articulação desta consoante pode ser tanto labiodental quanto bilabial /ɸ/, sendo a articulação bilabial mais comum entre falantes jovens.[34]

Além das consoantes acima, existem mais de 90 encontros consonantais registrados. Nenhum dos encontros ocorre ao final de uma palavra e nunca começam com /b/, /c/ e possivelmente /w/. No caso de uma composição ou uma afixação em que ocorra um encontro entre três consoantes, ele é simplificado para um encontro de duas, onde geralmente ocorre a perda da consoante central. Quando há um encontro vocálico entre /o/ e outra vogal, a consoante /w/ pode ser adicionada entre as vogais como um off-glide (uma semivogal que ocorre durante a mudança de articulação entre sons) e realizando um processo de epêntese, como na palavra oyba (AFI: /oʷibə/) "chuva".

#### Alofonia consonantal
No alabama, muitos dos sons, tanto vocais como consonantais, possuem alofones, visto que seu inventário fonológico é muito pequeno. A tabela a seguir mostra todos os alofones consonantais presentes da língua, junto com locais onde eles ocorrem e exemplos:
| Fonema(s) | Alofone(s)      | Local | Exemplo                                          |
| --------- | --------------- | --- | ------------------------------------------------ |
| /p/       | [p]ⓘ            | Fonema padrão. Nunca ocorre como a primeira consoante de um encontro consonantal.                                               | baski AFI: /bəski/                               |
| /p/       | [b]ⓘ            | Ocorre principalmente quando /p/ se encontra antes de /l/.                                                                      | batapli AFI: /bətəblɪ/                           |
| /t/       | [t]ⓘ            | Fonema padrão. | tali AFI: /talɪ/                                 |
| /t/       | [d]ⓘ            | Ocorre quando /t/ se encontra antes de /l/.                                                                                     | batli AFI: /bədlɪ/                               |
| /k/       | [k]ⓘ            | Fonema padrão. | kano AFI: /kano/                                 |
| /k/       | [g]ⓘ            | Ocorre quando /k/ está entre vogais ou quando antecede uma consoante vozeada.                                                   | ikba AFI: /ɪgbə/                                 |
| /k/       | [ɣ]ⓘ            | Ocorre quando /k/ está entre vogais e procede uma vogal longa.                                                                  | akaaka AFI: /əkaːɣə/                             |
| /ɬ/       | [ɬ]ⓘ            | Fonema padrão. | tooɬka AFI: /toːɬkə/                             |
| /ɬ/       | [θ]ⓘ            | Pode ser usado em qualquer ocorrência de /ɬ/, mas é geralmente encontrado após /n/.                                             | anɬiya AFI: /ãθiyə/                              |
| /s/       | [s]ⓘ, [ʂ]ⓘ, [s̺] | O ponto de articulação deste fonema varia bastante, dependendo principalmente das vogais em torno dele, além de outros fatores. | foosi AFI: /foːʂi/                               |
| /h/       | [h]ⓘ            | Fonema padrão. | hahi AFI: /hahi/                                 |
| /h/       | [x]ⓘ            | Ocorre quando /h/ se encontra entre /i/ e uma consoante.                                                                        | nihta AFI: /nɪxtə/                               |
| /m/, /n/  | [m]ⓘ, [n]ⓘ      | Fonemas padrões. | moosi AFI: /moːsi/, bikno AFI: /bɪgnʊ/           |
| /m/, /n/  | [ŋ]ⓘ            | Ocorre quando /m/ ou /n/ se encontram antes de /k/.                                                                             | chabanko AFI: /t͡ʃəbə̃ŋkʊ/, falamka AFI: /fəlãŋkə/ |
| /j/       | [j]ⓘ            | Fonema padrão. | niya AFI: /nijə/                                 |
| /j/       | [ɪ]ⓘ            | Ocorre quando /y/ se encontra antes de uma consoante silábica.                                                                  | imokwayli AFI: /ɪmʊkwaɪlɪ/                       |

### Vogais
|             | Anterior | Central | Posterior |
| ----------- | -------- | ------- | --------- |
| Fechada     | iⓘ       |         |           |
| Semifechada | (eⓘ)     |         | oⓘ        |
| Aberta      | aⓘ       |         |           |

1. ↑  Esta vogal é encontrada apenas como /eː/. Ainda, o seu status fonêmico é duvidoso, possivelmente funcionando apenas como um fonema defeituoso, ou seja, um fonema que não ocorre em todos os contextos, não ocorrendo no início e no final de palavras.[38]
2. ↑  Alguns autores identificam esta vogal como /a/,[39] enquanto outros, especialmente ao falar da ortografia do alabama, a identificam como /ɑ/.[40]

Todas as vogais podem ser tanto longas quanto curtas. Algumas vogais podem ser nasalizadas, fenômeno que geralmente ocorre quando uma vogal se encontra junto de uma consoante nasal. A única exceção acontece no interrogativo, onde a última vogal do verbo é sempre nasalizada, como na frase ifan ibitĩ "ele matou o cachorro?", em que ibitĩ corresponde ao verbo "matar". Também pode ocorrer do sufixo oblíquo -n tornar a vogal antecedente nasalizada caso ela esteja no final da frase, como em ibitĩ ifã, de mesmo significado ao da frase anterior.

#### Alofonia vocal
Os alofones de cada vogal no alabama podem ser vistos a seguir:
| Fonema | Alofones | Local | Exemplos                                           |
| ------ | -------- | --- | -------------------------------------------------- |
| /a/    | [a]ⓘ     | Geralmente é alofone de /aː/. Quando é alofone de /a/, é comumente encontrada em sílabas abertas (sílabas sem coda), no início ou no final de uma palavra.                            | paani AFI: /paːni/, hasi AFI: /hasi/               |
| /a/    | [ḁ]      | Ocorre como parte de um processo de epêntese. | mahli AFI: /mahḁlɪ/                                |
| /a/    | [ə]ⓘ     | É o alofone mais comum de /a/. Quase sempre ocorre em sílabas fechadas (sílabas com coda).                                                                                            | chassi AFI: /t͡ʃəssɪ/                               |
| /a/    | [ɛ]ⓘ     | Ocorre ocasionalmente quando /a/ está ao lado de /y/. | chayyi AFI: /t͡ʃɛɪjɪ/                               |
| /a/    | [æ]ⓘ     | Ocorre ocasionalmente quando /a/ está antes de /mi/ | saami AFI: /sæmɪ/                                  |
| /i/    | [i]ⓘ     | é o alofone mais comum de /iː/. Pode ser alofone de /i/, geralmente encontrada quando antecede algo da forma /yV/ ou quando está em uma sílaba aberta e não antecede uma vogal longa. | tobiilachi AFI: /tʊbiːlət͡ʃɪ/, niya AFI: /nijə/     |
| /i/    | [ɪ]ⓘ     | É o alofone mais comum de /i/. Ocorre em sílabas fechadas e em sílabas abertas que antecedem uma sílaba com vogal longa.                                                              | imaabachi AFI: /ɪmaːbət͡ʃɪ/                         |
| /i/    | [ɪ̥]      | Ocorre apenas no início de uma palavra quando /i/ está antes de um encontro consonantal que começa com /s/.                                                                           | iskani AFI: /ɪ̥skənɪ/                               |
| /i/    | [eː]ⓘ    | ocorre ocasionalmente como variação de /iː/, especialmente quando se encontra antes de /ka/.                                                                                          | wiika AFI: /weːkə/                                 |
| /i/    | [ɛ]ⓘ     | Às vezes serve como uma variação de /i/ no início ou no final de uma palavra. Também pode substituir /i/ quando ele se encontra antes de /a/.                                         | ibisaani AFI: /ɛbɪsaːnɪ/, tiaplilo AFI: /tɛəplɪlʊ/ |
| /o/    | [o]ⓘ     | É o alofone mais comum de /oː/, também sendo uma variante comum para /o/. | oola AFI: /oːla/, ammo AFI: /ə̃mmo/                 |
| /o/    | [o̥]      | Ocorre como parte de um processo de epêntese entre certos encontros consonantais. | toklo AFI: /toko̥lo/                                |
| /o/    | [ʊ]ⓘ     | É o alofone mais comum de /o/. Não é descrito onde ou como este alofone pode ocorrer.                                                                                                 | onolachi AFI: /ʊ̃nʊlət͡ʃɪ/                           |
| /o/    | [ə]ⓘ     | Ocorre como parte de um processo de epêntese ou como a pronúncia rápida de uma sílaba não-tônica.                                                                                     | banna AFI: /bə̃nnə/                                 |

### Tons
O alabama possui dois tons: alto e baixo. É comum que a sequência de um tom alto e um baixo estejam na mesma sílaba, e neste caso ela é marcada apenas com um tom baixo. Palavras isoladas sempre possuem um tom alto na última sílaba, exceto se a palavra tenha um tom já marcado (ex. a palavra coyyi é dita com um tom alto ao final, enquanto a palavra okitáɬɬa já possui uma marcação de tom alto, não o tendo na última sílaba). Caso algum tom esteja presente em uma vogal longa, o resto da sílaba será dita com um tom alto. Se o tom presente na vogal longa for baixo, a queda ocorrerá apenas na extensão da vogal.
Acredita-se que o alabama não seja uma língua em que os tons são "lexicalmente significantes", ou seja, o alabama não utiliza tons para diferenciar palavras.

### Fonotática
A divisão de sílabas no alabama é feita entre vogais diferentes e entre encontros consonantais. As sílabas só terminam em uma consoante caso anteceda uma sílaba que começa com consoantes ou caso esteja no limite de uma palavra.
As sílabas em alabama podem ser divididas em duas categorias: restritas, que só ocorrem em locais específicos, e não-restritas, que podem ocorrer em qualquer local.
| Restritas | Não-restritas |
| --------- | ------------- |
| VC        | V             |
| VVC       | VV            |
| CVC       | CV            |
| CVVC      | CVV           |
| CCV       |               |
| CCVV      |               |
| VCC       |               |

As sílabas restritas são todas que terminam em uma consoante (uma sílaba com coda) ou todas que começam com um encontro consonantal (uma sílaba com onset complexo). Todas as sílabas que terminam com uma consoante se encontram ao final de uma palavra, e a última consoante sempre será /k/, /n/, /t/ ou /s/. caso não esteja ao final da palavra, esta consoante também pode ser /c/ ou /b/, mas apenas se a sílaba a seguir começar com a mesma consoante.

## Ortografia

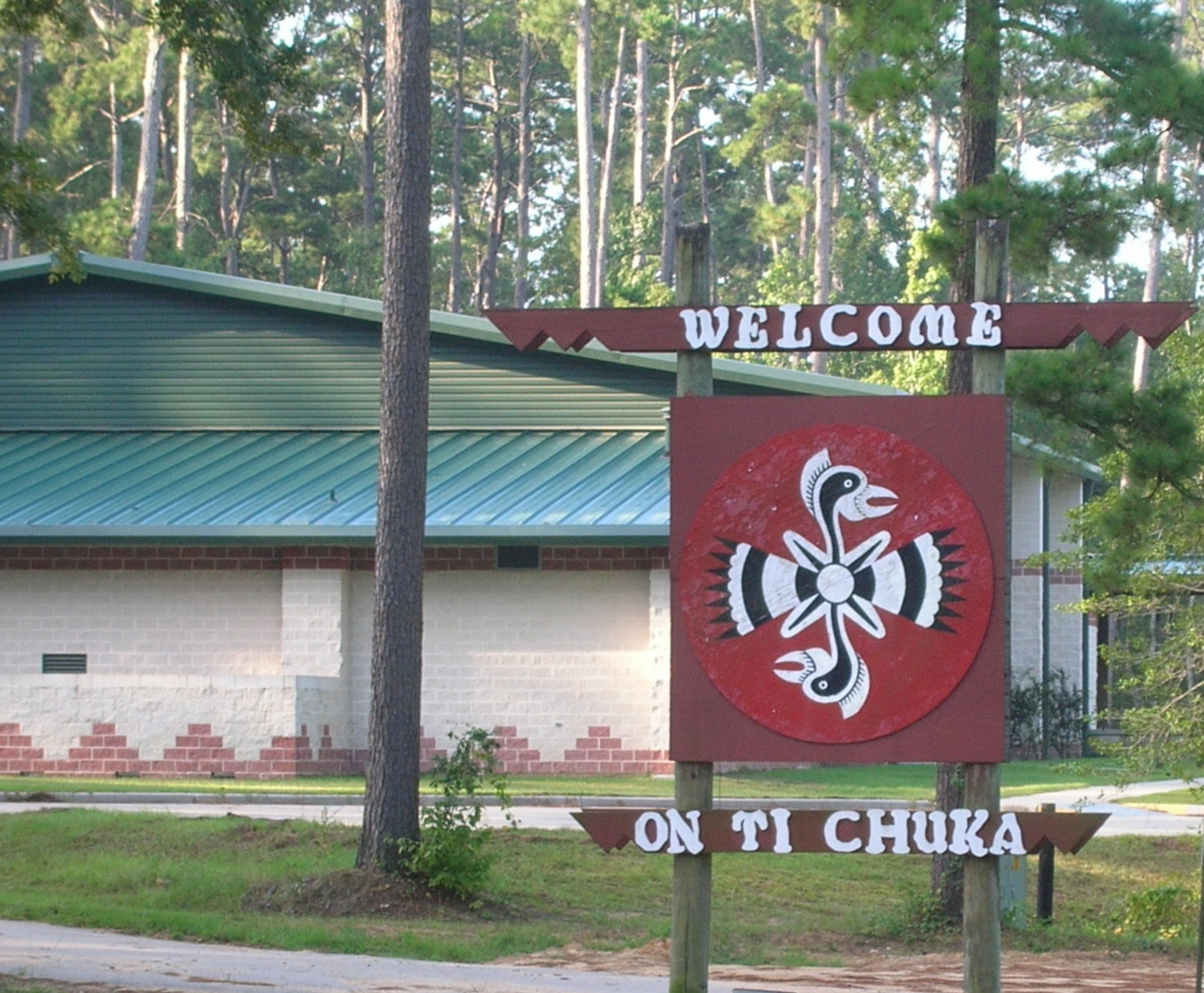
Placa de boas-vindas da reserva de Alabama-Coushatta, escrito "bem-vindo" em inglês e em alabama

O sistema de escrita do alabama utiliza o alfabeto latino. É composto por 3 vogais e 14 consoantes e é lido da esquerda para a direita. Alguns pesquisadores podem descrever a escrita alabama de formas levemente diferentes, pois a língua não possui um sistema de escrita formalizado, mas a descrição apresentada abaixo é a mais convencional entre linguistas. Na tabela a seguir estão dispostos os caracteres do alabama, seus respectivos nomes, os fonemas que eles representam e uma aproximação fonética:
| Alabama | Nome   | Fonema AFI | Aproximação                           |
| ------- | ------ | ---------- | ------------------------------------- |
| A a     | Eyka   | /a/        | Casa                                  |
| B b     | Biika  | /b/        | Bato                                  |
| Ch ch   | Chiika | /t͡ʃ/       | Tchau                                 |
| F f     | Efka   | /f/        | Fácil                                 |
| H h     | Haika  | /h/        | Rio (em alguns dialetos do português) |
| I i     | Iika   | /ɪ/        | Pit (inglês)                          |
| K k     | Kiika  | /k/        | Corpo                                 |
| L l     | elka   | /l/        | Lua                                   |
| Ɬ ɬ     | Ɬihka  | /ɬ/        | Breath (inglês)                       |
| M m     | Imka   | /m/        | Mato                                  |
| N n     | Inka   | /n/        | Negócio                               |
| O o     | Ooka   | /o/        | Dois                                  |
| P p     | Piika  | /p/        | Pai                                   |
| S s     | Eska   | /s/        | Osso                                  |
| T t     | Tiika  | /t/        | Montanha                              |
| W w     | Dabiyo | /w/        | Quando                                |
| Y y     | Wayka  | /j/        | Boia                                  |

Algumas letras, como <d> e <e>, geralmente só aparecem em empréstimos do inglês, e por isso não fazem parte do alfabeto alabama. Vogais longas são representadas pela duplicação da letra e tons são representados por acentos, onde o tom alto é representado por <´> e o tom baixo por <`>. São utilizados o símbolo <ⁿ> ou o acento <~> para indicar a nasalização de uma vogal.

## Gramática

### Verbos

#### Tempo e aspecto
O tempo e o aspecto são questões complicadas no alabama, pois uma distinção clara entre ambos é algo complicado de se fazer. As divisões feitas até então não são muito rígidas, e alguns afixos podem servir tanto funções de aspecto quanto de tempo. O agrupamento apresentado a seguir foi feito baseado na semântica dos afixos.

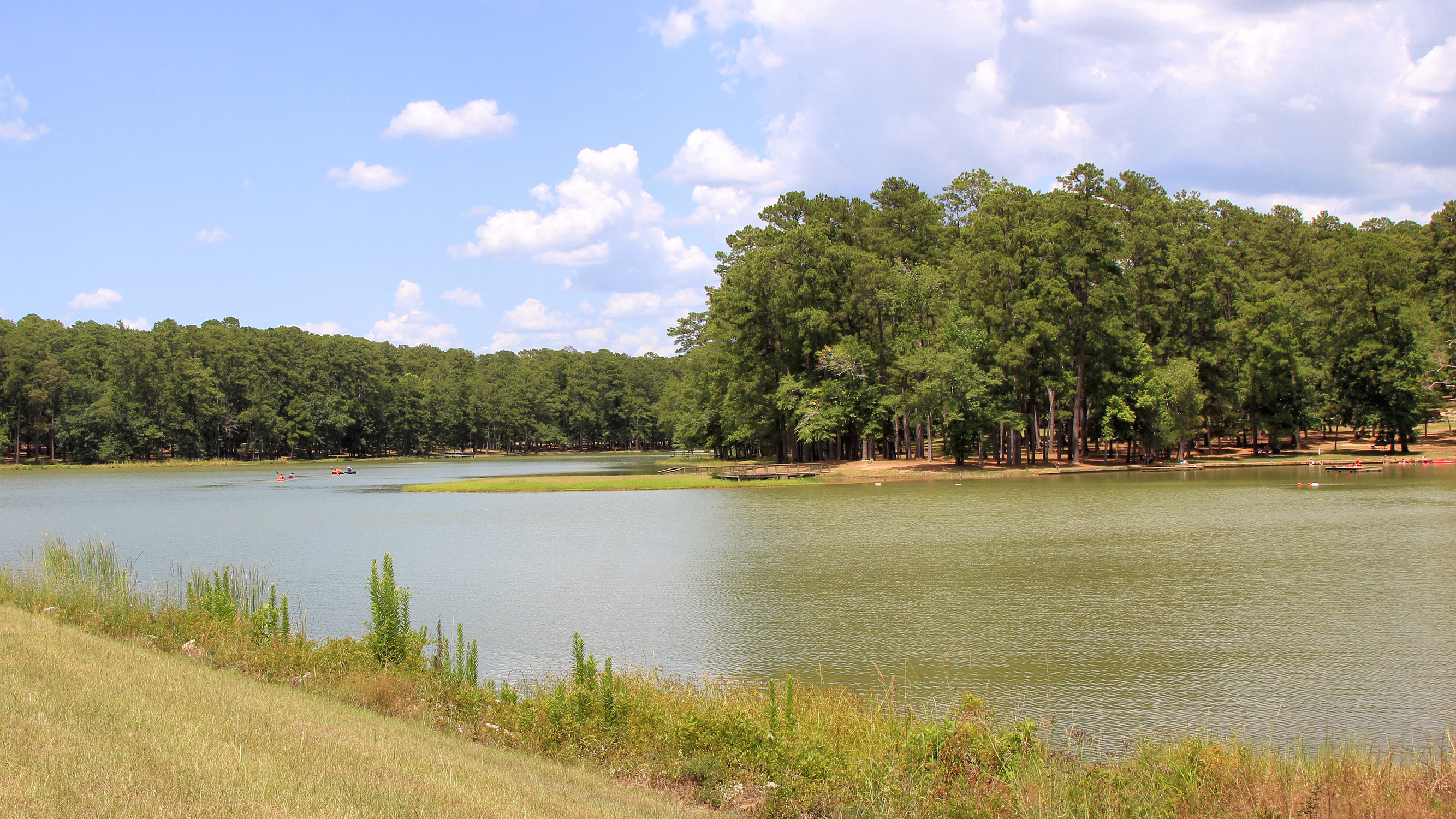
Lago Tombigbee, localizado na reserva de Alabama-Coushatta

A conjugação de tempo e aspecto no alabama é feita a partir de sufixos. A língua apresenta os seguintes sufixos de tempo:
- Para o futuro, são utilizados os sufixos -lo, que marca o futuro, como em cibatlaalo "Eu vou te bater (amanhã)", e -la, que não possui uma função muito bem definida, mas acredita-se indicar uma ação que deve ser feita, como em hoaasiilila "Eles têm que lavar";[52]
- Para o presente, utiliza-se os sufixos -ci, que indica uma ação contínua, como em haɬapkílkoci "Nós não estamos chutando",  e -o ou -bi, que indicam uma ação já finalizada, como em cibataplilo "Eu acabei de te bater";[53]
- E para o pretérito, são utilizados os sufixos -ti, que indica um passado próximo, como em cibatapliliti "Eu te bati (esta manhã)", -kha, que indica um passado intermediário, como em taɬɬakha "Ele teceu (dois ou três anos atrás)", e -to(há), que indica o passado muito distante, sendo utilizado em contextos narrativos e é comumente visto em lendas e mitos.[54]

Já para os aspectos verbais, existem nove sufixos, apresentados a seguir:
- O sufixo -ahi, que indica uma ação em um futuro próximo, como em takkolcoban ispaahĩ "Você vai comer esta maçã?";[55]
- Os sufixos -aapi e -mpa, que indicam ações que duraram um tempo curto, como em istatapin "Ele ficou por um tempo";[56]
- O sufixo -co(li), que indica algo que espera-se ser verdade, como em yaalon wiikalicolo "Eu moro aqui";[57]
- O sufixo -coti, que indica uma ação que o locutor está acostumado a fazer e a realiza até agora, como em taɬɬacoti "Ele está acostumado a tecer";[58]
- O sufixo -colikha, que indica uma ação que o locutor estava acostumado a fazer, mas não a realiza mais, como em ipalicolikha "Eu costumava comer";[59]
- O sufixo -(ii)moli, que indica algo que espera-se ser verdade baseado em experiências prévias, como em ayolimpa baybamolo "A mesa é pesada", também sendo utilizado para modificar verbos relacionados a cores, como em holaanamolo "Elas (as frutas silvestres) são amarelo-escuro", modificando o verbo laana "Ser amarelo";[60]
- O sufixo -alpiisa, que indica uma obrigação, como em ipatilkacalpiisolo "Nós devemos comer";[61]
- E o sufixo -aaba, que é frequentemente utilizado em situações de incômodo ou surpresa, como em wikeeskaabã "Ah! Você está voando?!".[62]

#### Modos verbais
O alabama possui três modos verbais, sendo esses o Indicativo, o interrogativo [en] e o imperativo.
| Modo          | Marcação                                                                            | Contexto                                                                          | Exemplo                  |
| ------------- | ----------------------------------------------------------------------------------- | --------------------------------------------------------------------------------- | ------------------------ |
| Indicativo    | Não marcado                                                                         | Declarações tidas como verdadeiras                                                | akpoti "Eu não comi"     |
| Interrogativo | Última vogal se torna nasal                                                         | Perguntas informacionais (o quê? quando? onde?) e perguntas binárias (sim ou não) | ispalõ "Você vai comer?" |
| Imperativo    | para afirmações, a última vogal recebe tom baixo e se estende                       | Comandos, pedidos, conselhos e convites                                           | hossocìi "Escreva!"      |
| Imperativo    | para negações, adiciona-se o sufixo -nna e a sílaba antes do sufixo recebe tom alto | Comandos, pedidos, conselhos e convites                                           | hocissónnà "Não escreva" |

### Pronomes
No alabama, os pronomes se dividem em pessoais, interrogativos, indefinidos e demonstrativos.

#### Pronomes pessoais
Os pronomes pessoais no alabama são utilizados primariamente para enfatizar algo ou para desfazer uma ambiguidade. Eles podem ocorrer junto de sufixos que marcam casos gramaticais, mas apenas se o sufixo estiver após -o, que indica ênfase, ou após uma junção de -aali "Sozinho" e -o.
|           | Singular | Plural        |
| --------- | -------- | ------------- |
| 1ª pessoa | ana      | posna ~ kosna |
| 2ª pessoa | isna     | hasna         |
| 3ª pessoa | ibisna   | (ho)ibisna    |

##### Afixos de pronome
Além das palavras para pronomes pessoais, o alabama também utiliza afixos para marcar os pronomes de verbos, além de serem usados em substantivos para indicar posse e alienação (se o substantivo pode ser possuído por algo ou alguém além do possuidor).

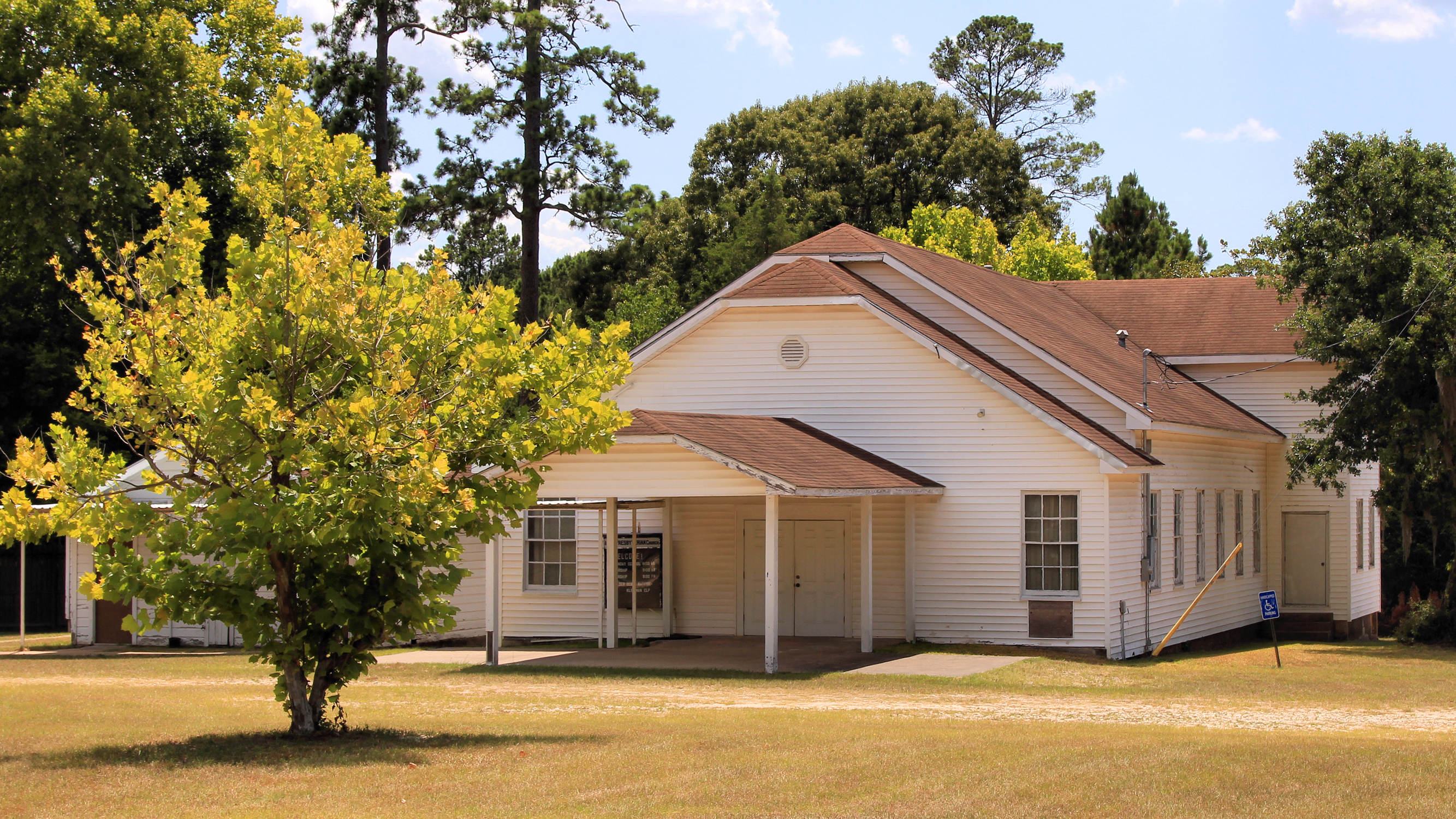
Igreja presbiteriana da reserva de Alabama-Coushatta

Existem dois tipos de afixos pronominais no alabama, categorizados a partir das funções que eles exercem, e cada um deles possui subclassificações. Esta divisão está listada a seguir:
- Afixos agentivos: São utilizados para indicar quem faz a ação, ocorrendo apenas em verbos. São divididos em duas categorias:[66]
  - Afirmativos: Utilizados apenas em frases de afirmação. Eles são separados em dois grupos, nomeados a partir do afixo para a 2ª pessoa do singular de cada grupo: o grupo is são os afixos afirmativos que ocorrem como prefixos ou infixos, como em coispo "Você comprou", e o grupo ci, onde os afixos deste grupo ocorrem como infixos ou sufixos, como em hopooncilo "Você vai cozinhar". Nesta categoria, os afixos afirmativos da 3ª pessoa são morfemas nulos, ou seja, a ausência de um afixo indica que a frase está em 3ª pessoa. Neste caso, o singular e o plural são diferenciados pelo prefixo -ho. Ainda, existem dois afixos para a 1ª pessoa: um utilizado em frases no futuro e outro utilizado em frases do pretérito e do passado;[68]
  - Negativos: Utilizados apenas em frases de negação e em antônimos formados por derivação. Também são divididos em dois grupos, seguindo a mesma categorização e nomeação dos afixos afirmativos: os afixos do grupo cík ocorrem em qualquer posição, como em hicatíkkobi "Ele não vê', e os do grupo cikí ocorrem apenas como infixos, como em hocikíssobi "Você não escreve".[69] Os afixos negativos são bem similares aos afirmativos, com duas principais diferenças: a presença do sufixo de negação -k e a presença de tom alto.[70] Outra diferença é que os afixos negativos possuem formas diferentes para a 3ª pessoa de cada grupo, sendo essas ík, pertencente ao grupo cik, e kí, pertencente ao grupo ciki;[71]
- Afixos não-agentivos: Todos os afixos desta categoria ocorrem apenas como prefixos. Também são divididos em duas categorias, baseado nas funções de cada grupo:[65]
  - Pacientes: Utilizados para marcar o paciente de um verbo, como em cilhiicati  "Nós te vimos", ou para indicar a posse de um substantivo inalienável, como em acifakci "Sua pele". Como indicador de posse, ele só ocorre em certas palavras, restrito apenas a partes do corpo e a termos de parentesco. Além disso, em palavras que começam com /oo/, os afixos passam por um processo de metátese. Nesta categoria, os afixos de 3ª pessoa também são morfemas nulos;[72]
  - Dativos: Utilizados para marcar o caso dativo em um verbo, como em amaasiilii "Lave para mim", ou para indicar a posse de um substantivo alienável, como em ãwaakahayá locahci "Minhas vacas são pretas".[73][74] Ainda, alguns termos de parentesco e partes do corpo (na maior parte, órgãos internos e substâncias) sempre ocorrem junto de um prefixo dativo, como em imalokha "Cérebro" ou innaani "Marido dela".[75]

##### Outros prefixos
Existem três outros prefixos relacionados a pronomes utilizados no alabama:
- O prefixo ili-, que é utilizado como um pronome reflexivo, indicando que quem realiza ação também a sofre, como na frase oililibatlo "Eles se queimaram";[76]
- O prefixo itti-, que indica uma ação recíproca, como na palavra ittacahki "Irmã(o)", que é formada a partir deste prefixo e da palavra cahki "Seguir";[77]
- E o prefixo ho-, que é utilizado para diferenciar a terceira pessoa do singular e a do plural. Ele não é considerado um afixo pronominal e vem antes de todos os outros afixos pronominais, mas depois de todos os afixos verbais. Geralmente ocorre como ho- antes de consoantes e oh- antes de vogais. Pode acontecer do prefixo ser ho- antes de uma vogal, mas nestes casos eles são geralmente separados por um /w/ como parte de um processo de epêntese.[78]

#### Pronomes interrogativos e indefinidos
Os pronomes interrogativos e indefinidos são iguais e podem ser vistos na tabela abaixo:
| Pronomes | Pronomes    | Função                  | Exemplo                                                                                               |
| Base     | Variações   | Função                  | Exemplo                                                                                               |
| -------- | ----------- | ----------------------- | --- |
| naasi    | naasok      | O quê (caso nominativo) | náasok cahoyapliciya... "O que me deixa cansado (é...)"                                               |
| naasi    | naason      | O quê (caso oblíquo)    | merik náason coopã "O quê que Mary comprou?"                                                          |
| naksi    | naksok      | Quem                    | náksok coopahcõ "Quem comprou?"                                                                       |
| naksi    | nakson      | Quem/Onde               | merik nákson incoopahcõ "Para quem que Mary comprou?", nákson coopahcõ meri "Aonde que Mary comprou?" |
| naksi    | naksifon    | Onde                    | naksifon ibihcõ "Aonde que ele (o) matou?"                                                            |
| saami    | saamin      | Porquê                  | saamin coopahcõ meri "Porque que Mary comprou?"                                                       |
| saami    | saamifookon | Quando                  | saamifookon coopahcõ meri "Quando que Mary comprou?"                                                  |
| saami    | sat         | Porquê/O quê            | sat sobeecĩ taamkak ibitoyon "Você sabe porque que Tom matou?"                                        |

1. ↑  O sentido deste pronome depende do verbo em que está prefixado e se o verbo possui um prefixo pronominal dativo.
2. ↑  Esta frase também pode ser traduzida como "Você sabe o quê que Tom matou?", indicando que sat pode servir para substituir saami e naasi em perguntas indiretas.[80]

#### Pronomes demonstrativos
Em relação aos registros de pronomes demonstrativos, há uma discrepância entre autores: alguns afirmam que existem três pronomes, ya, ka e ma, enquanto outros afirmam que existem dois pronomes, ya(a-) e aki. No entanto, não são disponibilizados exemplos que suportam ou que utilizam da primeira hipótese, e por isso esta seção será baseada na segunda hipótese para descrever os pronomes demonstrativos no alabama. Existem dois principais pronomes demonstrativos no alabama, indicados a seguir:
| Pronome | Português | Exemplo                                  |
| ------- | --------- | ---------------------------------------- |
| ya(a-)  | Isto/Isso | yo naanik caahaci "Este homem é alto"    |
| aki     | Aquilo    | aki naanik caahaci "Aquele homem é alto" |

1. ↑  O pronome aki também pode servir como um pronome pessoal independente, como na frase aki hayok oyaaɬici waakã "Eles têm uma vaca".

Alguns dos prefixos demonstrativos podem se juntar com o marcador do caso locativo -fa para formar pronomes locativos, como yaafa "Aqui" e maafa "Ali". Nestes casos, a vogal será longa apenas se o pronome não for topicalizado, ou seja, não for utilizado no início da frase com o objetivo de enfatizá-lo, como em yafa naanik cáahaci "O homem ali é alto".

### Substantivos
Os substantivos no alabama são modificados a partir de afixos, utilizados para marcar pluralidade, posse ou caso gramatical. Eles são categorizados de acordo com o prefixo de posse que eles utilizam: alguns substantivos usam os prefixos pronominais pacientes, enquanto outros utilizam os prefixos dativos. Algumas palavras, embora raramente, também utilizam o sufixo há para indicar o plural, como em atihá "Pessoas".

#### Casos gramaticais
Existem dois casos principais utilizados no alabama: o caso nominativo e o caso oblíquo.
1. O caso nominativo, marcado pelo sufixo -n, é geralmente utilizado para indicar o paciente de um verbo, como em  bilkak waakan coopo "Bill comprou uma vaca";[86]
2. E o caso oblíquo, marcado pelo sufixo -k, marca o sujeito gramatical (i.e. o agente de verbos ativos [en] ou o paciente de verbos estáticos [en]), como na frase aki naanik caahaaci "Aquele homem é alto".[87]

#### Derivação nominal
A derivação nominal no alabama ocorre tanto a partir de outros substantivo quanto de verbos, ocorrendo principalmente por composição ou derivação.
Os dois principais afixos utilizados na derivação são o sufixo diminutivo -osi e o sufixo -ka, que ocorre em diversos empréstimos. O diminutivo -osi passa por algumas transformações fonéticas: Quando a palavra raiz termina em /a/, o fonema /o/ de osi é deletado, como em ifa "Cachorro", que no diminutivo se torna ifasi "Cachorrinho". Em qualquer outra terminação da palavra raiz, o sufixo -osi é mantido e a última vogal é deletada, como em kati  "Gato", que no diminutivo se torna katosi "Gatinho".
Já na composição, as junções mais comuns são substantivo-adjetivo, como fohobaski "Vespa" (Junção de foho "Abelha" e baski "Longo"), e substantivo-locativo, como isbakkobikno "Testa" (Junção de isbakko "Cabeça" e bikno "Frente"). Além desses, existem também junções substantivo-substantivo, como ittobihi "Arco" (Junção de itto "Madeira" e bihi "Arma") e substantivo-verbo, como hociiɬiwaalika "Estrela cadente" (Junção de hociiɬi "Estrela" e waalika "Correr').

#### Prefixos locativos
Existem alguns prefixos no alabama categorizados como "locativos", utilizados em verbos e em substantivos. Podem ser utilizados tanto para indicar localização quanto para formar novas palavras.
| Prefixo | Função/Significado | Exemplo                                     |
| ------- | ------------------ | ------------------------------------------- |
| a-, ay- | Local específico   | abitka "Um lugar de dançar"                 |
| pa-     | Posição de objeto  | hapik payolimpafan panàabi "Há sal na mesa" |
| on-     | "Sobre"            | onabataplitcitoha "Ele bateu sobre"         |
| ita-    | "Baixo"            | itamatce "Ele jogou para baixo"             |
| iba-    | "Com"              | ibabitli "Dançar com alguém"                |
| o-      | "Em/Na água"       | ohoyibit "Eles mataram na água"             |
| nok-    | Indica emoção      | noktcoba "Humilde"                          |

### Sentenças

#### Sintaxe
A ordem dos constituintes no alabama geralmente é bem flexível, mas a principal é a ordem SOV. O objeto também pode ser o primeiro elemento de uma oração, e tanto o sujeito quanto o objeto podem estar após o verbo, apesar de que isto muda a entonação do constituinte deslocado, dando-o um sentido de "reflexão tardia".

##### Sufixos sintáticos
Além dos sufixos -k e -n já mencionados, existem outros dois sufixos que exercem funções sintáticas:
- O sufixo -yá, que marca o substantivo não-predicativo, como em bilkaya naani "Bill é um homem", e que também serve como um marcador de topicalização;[93]
- E o sufixo -t, que serve principalmente como uma conjunção verbal, como em cokoolit oompalici "Eu estou sentando e comendo", além de possuir outras funções.[94]

#### Alinhamento morfossintático
O alabama não possui um alinhamento morfossintático [en] precisamente definido, pois assim como as outras línguas muscogeanas, o seu sistema de marcação de agente e paciente é misto: a relação entre a marcação de sintaxe e a semântica independem uma da outra. Apesar disso, pode-se dizer que seu alinhamento é split-ergative, isto é, certas frases utilizam o alinhamento ergativo-absolutivo, em que o sujeito de um verbo intransitivo age como o objeto de um verbo transitivo, enquanto outras frases utilizam um alinhamento diferente.

## Vocabulário

### Numerais

#### Numerais cardinais
Seguem os numerais cardinais do alabama em ordem crescente, com seus numerais correspondentes e traduções em português:
| Numeral | Português | Alabama                | Numeral | Português      | Alabama                                         |
| ------- | --------- | ---------------------- | ------- | -------------- | ----------------------------------------------- |
| 1       | Um        | cháffàaka              | 30      | Trinta         | poolihchitótchìina                              |
| 2       | Dois      | tòklo                  | 35      | Trinta e cinco | poolihchitótchìinan awah táɬɬàapi               |
| 3       | Três      | tóchchìina             | 40      | Quarenta       | poolihchóstàaka                                 |
| 4       | Quatro    | óstàaka                | 50      | Cinquenta      | poolihchitáɬɬàapi                               |
| 5       | Cinco     | táɬɬàapi               | 60      | Sessenta       | poolihchihánnàali                               |
| 6       | Seis      | hánnàali               | 70      | Setenta        | poolihchontóklo                                 |
| 7       | Sete      | ontòklo                | 80      | Oitenta        | poolihchontótchìina                             |
| 8       | Oito      | ontochchìina           | 90      | Noventa        | poolihchichákkàali                              |
| 9       | Nove      | chakkáali              | 100     | Cem            | hanti, táɬɬìipa, taɬiipa, poolispókkòoli        |
| 10      | Dez       | pókkòoli               | 200     | Duzentos       | taɬɬìipastòklo, poolispókkòolawah tóklo         |
| 11      | Onze      | pókkòolawahcháffàaka   | 300     | Trezentos      | taɬɬìipastótchìina, poolispókkòolawah tótchìina |
| 12      | Doze      | pókkòolawahtòklo       | 400     | Quatrocentos   | poolispókkòolawah óstàaka                       |
| 13      | Treze     | pókkòolawahtótchìina   | 500     | Quinhentos     | poolispókkòolawah táɬɬàapi                      |
| 14      | Quatorze  | pókkòolawahóstàaka     | 600     | Seiscentos     | poolispókkòolawah hánnàali                      |
| 15      | Quinze    | pókkòolawahtáɬɬàapi    | 700     | Setecentos     | poolispókkòolawah ontóklo                       |
| 16      | Dezesseis | pókkòolawahhánnàali    | 800     | Oitocentos     | poolispókkòolawah ontótchìina                   |
| 17      | Dezessete | pókkòolawahontòklo     | 900     | Novecentos     | poolispókkòolawah chákkàali                     |
| 18      | Dezoito   | pókkòolawahontótchìina | 1,000   | Mil            | taɬɬìipaspókkòoli                               |
| 19      | Dezenove  | pókkòolawahchákkàali   | 2,000   | Dois mil       | taɬìipaspoolistòklo                             |
| 20      | Vinte     | poolihchitóklo         | 10,000  | Dez mil        | taɬiipaspoolispókkòoli                          |

#### Numerais ordinais
A seguir, estão os  numerais ordinais numerais ordinais em alabama com seus respectivos correspondentes em português e em numerais:

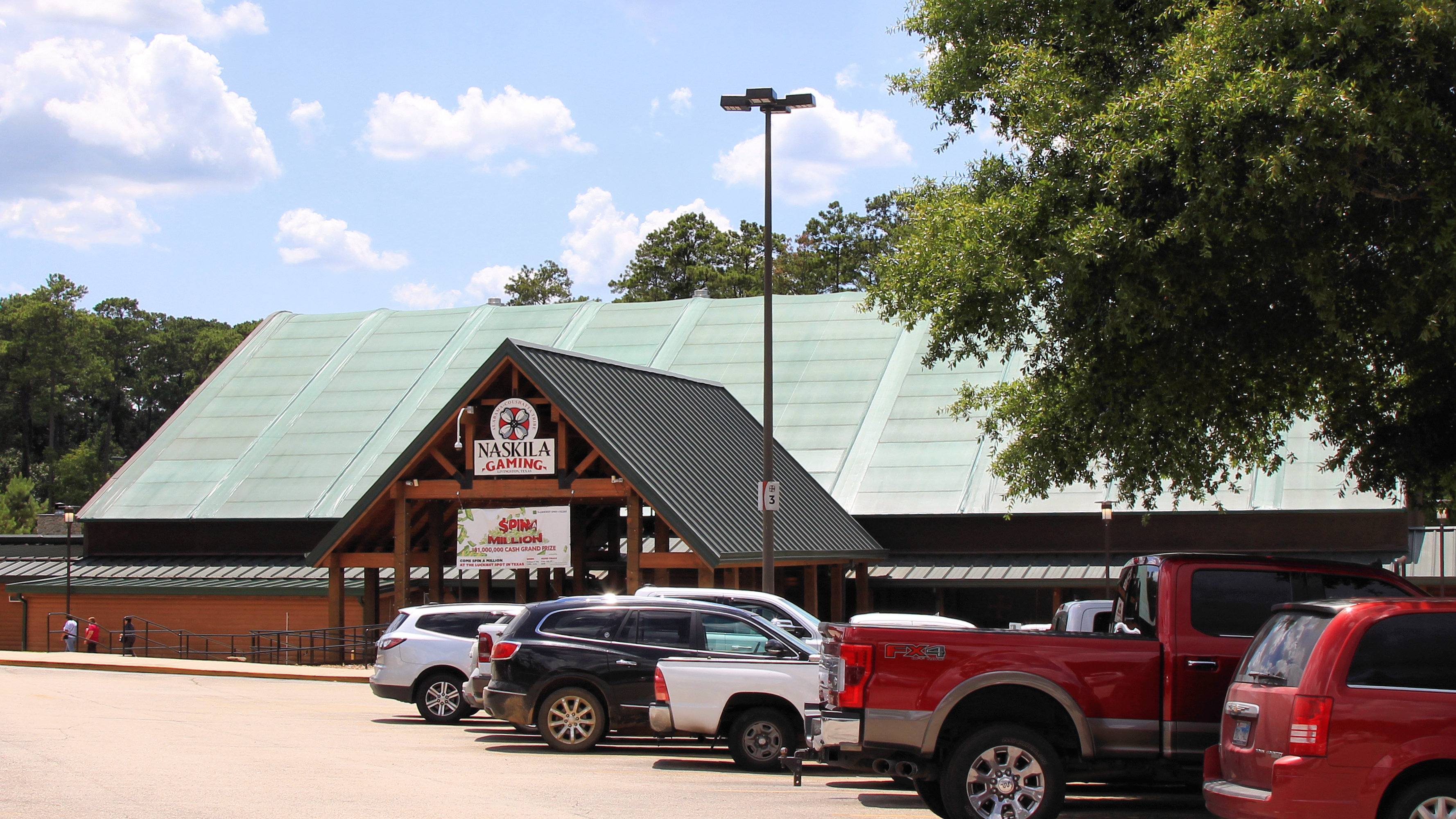
Cassino Naskila Gaming, localizado na Reserva de Alabama-Coushatta

| Numeral | Português            | Alabama                |
| ------- | -------------------- | ---------------------- |
| 1º      | Primeiro             | -                      |
| 2º      | Segundo, duas vezes  | istatòkla              |
| 3º      | Terceiro, três vezes | istatótchìina          |
| 4º      | Quarto, quatro vezes | istonóstàaka           |
| 5º      | Quinto, cinco vezes  | istáɬɬàapi             |
| 6º      | Sexto, seis vezes    | istahánnàali           |
| 7º      | Sétimo, sete vezes   | istontòklo             |
| 8º      | Oitavo, oito vezes   | istontótchìina         |
| 9º      | Nono, nove vezes     | ischákkàali            |
| 10º     | Décimo               | ispókkòoli             |
| 11º     | Décimo primeiro      | ispókkòolawahcháffàaka |
| 20º     | Vigésimo             | ispoolistóklo          |

### Diálogo
Aqui segue um pequeno diálogo entre duas amigas, A e B, em alabama:
| Alabama | Português |
| --- | --- |
| A: cikáanõ? | A: Como você está? |
| B: cakáanobi, isnã? | B: Bem, e você? |
| A: anok cakáanobi. | A: Estou bem. |
| B: naksacaapĩ? | B: O que você anda fazendo? |
| A: nasókkoci, isnã? | A: Nada especial, e você? |
| B: olafan ayalaapo. | B: Eu tenho ido para a cidade. |
| A: nàason coispã? | A: Você comprou algo? |
| B: ee, holikfan coopalaapo. | B: Eu tenho comprado roupas. |
| A: ciholika inkok cimaatosimõ? | A: Suas ou do bebê? |
| B: ittaasan. Holikfak toklon coopalo lokbastimmon. | B: Ambos. Eu comprei duas roupas para o clima quente. |
| A: hokáanosĩ? | A: Elas são bonitas? |
| B: koloksaci. | B: São coloridas. |
| A: cihicalao? | A: Posso vê-las? |
| B: iisafan acacakhii moton hokfalok cicaacalo. | B: Venha para casa comigo e então (se você vier) eu vou vestí-las para você. |
| A: naasisahka amíksobi moliyá acicakhaalo. | A: Não tenho (mais) nada para fazer hoje, então eu vou com você. |
| B: kanobii! aatosin ishiicalo ĩholikfahapan hokfaamon. holikfa okcakkcon incoopaliti. incobacotomoolin kaasok aatosiyok nihtooyan cobat ałłasta. ĩholikfak yokíicon tiłifkalaatomon. | B: Que bom! você verá o bebê vestindo suas novas roupas. Eu comprei roupas azuis para ele. Elas são um pouco grandes pois a cada dia o bebê fica ainda maior. Talvez as roupas fiquem apertadas demais em breve. |
| A: baybamocoso? | A: Ele está ficando pesado? |
| B: ee, baybaamocoti. kaasok itabatlit anookacootonomon. | B: Sim, ele está ficando muito pesado. Ele está se acostumando a engatinhar. |
| A: moliya hiicalao! | A: Bem, eu quero vê-lo! |
| B: iisafan anłifiinama iknocóomaitíkkomo. | B: Quando nós chegarmos em casa, se ele não estiver dormindo. |
| A: molitíkkomo! | A: Espero que não! |

### Texto
Este texto conta um pequeno conto popular da mitologia alabama sobre Coelho, transcrito por Heather Kay Hardy em 1991 e contado por Dorcas Bullock, uma famosa contadora de histórias da reserva de Alabama-Coushatta na época.
| Alabama | Português |
| --- | --- |
| Chokfon, aatipachobon ittàasa ayáanchihchootoha. Ittimokla tobatook, ittàasa ayáanchit, nákson aɬɬachiimok, ittàasat, ayáanchit hohompanit, nàasot hosàamit, ayáanchit ayáanchihchootoon, pahnok bállàakahchon, oɬàachin máamòosin; Nahokok chokfikok chofotlit táɬɬas tàmmit ɬóokat, chofotlit ilat táɬɬakàalon iltàmmok, "Yáhchíkkoolo," aatipachobakon mànkan; "Akkáhmilihch ommoolo" mànkok, aatipachobakok chofottook táɬɬas tammiimok atokláa ɬóok maachootliimok, ilat táɬɬayáalon iltàmin; aɬináanchiton oɬok; Pahnikok maapáthàasit, aɬíinat bállàakan máamòosin; Ɬóok chokfikok, nahokon paani chobakon chofotlit abanàtlok, tokláa ɬóokat maachofotlok, "Yáhchíkkoolo" mànkan, máamòosin; Aatipachobok "Akkáamilihch ommoolo" mànkok, chofotlittoomóskat, pahnikok pathahchooliisan hókkìitàasin ootàmmok, hayokihchooton òmmin, ootàmmok assalíikkot, assalíikkon, máamòosin; Chokfikok áffàalìichok, "Akki táááálama! Nàasi chobahchok aɬìino! Imakostìinitoka! Nàasi chobahchok aɬìino!," mànkok, istayokpaayok stalwatomáaɬihchok "Makkoofaa baliyoosaa, hm hm hm hm, hm hm hm hm," mankatoha. Chokfik tàalwo. Aatipachobon nakaɬàacho. Máamòosok, aatipachobaya oki táɬɬa máaɬon íisahch ommihchi. Chokfik nakaɬàachiton òmmin. | Coelho e Elefante costumavam sempre dar voltas juntos. Eles se tornaram melhores amigos e davam voltas juntos, e onde quer que eles fossem eles estariam dando voltas e brincando juntos, Qualquer coisa que eles fizessem, Os dois costumavam sempre ficar dando voltas e voltas, e havia uma corrente de água lá em baixo, que um dia eles encontraram; bem, Aquele Coelho, ele pulou e ficou bem do outro lado e de novo ele pulou de volta para cair neste mesmo lado, e "Você não consegue fazer isso assim", ele disse ao Elefante. "Eu com certeza consigo fazer assim," e dito isso, Elefante pulou, e ele também caiu naquele mesmo lado, e pela segunda vez ele também pulou de volta, voltando para ficar no mesmo lado, e então os dois continuaram, chegando mais em baixo. A corrente estava começando a ficar maior, e então mais uma vez Coelho, aquele outro, aquela grande corrente, ele pulou sobre ela e pulou novamente uma segunda vez, dizendo "você não consegue fazer assim." Então, Elefante disse "eu consigo fazer assim," então ele pulou, mas a corrente devia estar um pouco mais larga, pois ele caiu bem no meio da água e era muito fundo; ele havia caído na água e não conseguia sair, não conseguia sair, e então, Coelho parecia estar rindo dele: "Aí vem! Algo grande está vindo! Todo mundo tomem cuidado! Algo grande está vindo!" ele estava dizendo, e ele estava bem feliz sobre isso e simplesmente tinha que cantar: "Makkoofaa baliyoosaa, hm hm hm hm, hm hm hm hm," ele disse. Coelho havia cantado. Ele se livrou de Elefante. E então é que elefantes ainda vivem apenas do outro lado do oceano. Coelho se livrou dele. |

### Lista de Swadesh
A seguir estão algumas palavras no alabama, com uma tabela feita seguindo o modelo da lista de Swadesh. Como certas palavras podem ser diferentes a depender do sentido (Ex: basíkko significa "curto" no sentido de tamanho, mas koboksi significa "curto" no sentido de pouco tempo), na lista estarão palavras com um sentido mais geral, ou com o sentido mais próximo do comumente utilizado.
| Nº | Inglês            | Português                   | Alabama            | Nº  | Inglês     | Português                        | Alabama                                        | Nº  | Inglês   | Português                   | Alabama                 |
| -- | ----------------- | --------------------------- | ------------------ | --- | ---------- | -------------------------------- | ---------------------------------------------- | --- | -------- | --------------------------- | ----------------------- |
| 1  | I                 | Eu                          | ana                | 70  | feather    | pena, pluma                      | foosiwoksi                                     | 139 | count    | contar                      | hotihna                 |
| 2  | thou, you         | Tu, você                    | isna               | 71  | hair       | cabelo, pêlo                     | hissi                                          | 140 | say      | dizer                       | manka                   |
| 3  | he                | Ele, ela                    | ibisna             | 72  | head       | cabeça                           | isbakko                                        | 141 | sing     | cantar                      | talwa                   |
| 4  | we                | Nós                         | posna              | 73  | ear        | orelha                           | istimilhaalo                                   | 142 | play     | jogar, brincar, tocar       | hompani                 |
| 5  | ye, you           | Vós, vocês                  | hasna              | 74  | eye        | olho                             | ittiɬi                                         | 143 | float    | flutuar, boiar              | okpalàali               |
| 6  | they              | Eles, elas                  | (ho)ibisna         | 75  | nose       | nariz                            | ibisaani                                       | 144 | flow     | fluir                       | yanatli                 |
| 7  | this              | este(a)(s), isto, isso      | akki               | 76  | mouth      | boca                             | ichokhalbi                                     | 145 | freeze   | gelar, congelar, refrigerar | akmichi                 |
| 8  | that              | aquele(a)(s), aquilo        | mók                | 77  | tooth      | dente                            | nati                                           | 146 | swell    | intrumescer, inchar         | oksatli, sofohli        |
| 9  | here              | aqui                        | yàali              | 78  | tongue     | língua                           | ichoolaksi                                     | 147 | sun      | sol                         | hasi                    |
| 10 | there             | lá, ali, aí                 | akko               | 79  | fingernail | unha                             | iyyaksi                                        | 148 | moon     | lua                         | tankahasi               |
| 11 | who               | quem                        | náksi              | 80  | foot       | pé                               | iyyi                                           | 149 | star     | estrela                     | hochiiɬi                |
| 12 | what              | (o) quê, (o) que            | nàasi              | 81  | leg        | perna                            | ittabi                                         | 150 | water    | água                        | oki                     |
| 13 | where             | onde                        | náksifa            | 82  | knee       | joelho                           | ittòɬpa                                        | 151 | rain     | chuva                       | oyba                    |
| 14 | when              | quando                      | náksáhmifòokon     | 83  | hand       | mão                              | ilbi                                           | 152 | river    | rio                         | pahnichoba              |
| 15 | how               | como                        | sáhmi              | 84  | wing       | asa                              | falakchi                                       | 153 | lake     | lago                        | liikka                  |
| 16 | not               | não                         | ánkobi             | 85  | belly      | barriga, ventre                  | ikfi                                           | 154 | sea      | mar                         | okichoba                |
| 17 | all               | tudo                        | onáami             | 86  | guts       | entranhas, tripas                | inchaabi                                       | 155 | salt     | sal                         | hapi                    |
| 18 | many              | muito(a)(s)                 | lawa               | 87  | neck       | pescoço, dorso                   | nokbi                                          | 156 | stone    | pedra                       | tali                    |
| 19 | some              | algum(a)(s)                 | sáhmi              | 88  | back       | costas, dorso                    | tahchi (parte de cima), wakha (parte de baixo) | 157 | sand     | areia                       | sancho                  |
| 20 | few               | pouco(a)(s)                 | námpotíkkòosi      | 89  | breast     | peito, seio                      | pisi                                           | 158 | dust     | poeira, pó                  | istokhatka              |
| 21 | other             | outro(a)(s)                 | cháffàakaya        | 90  | heart      | coração                          | chonoska                                       | 159 | earth    | terra                       | -                       |
| 22 | one               | um, uma                     | cháffàaka          | 91  | liver      | fígado                           | llopi                                          | 160 | cloud    | nuvem                       | onoolichi               |
| 23 | two               | dois, duas                  | tòklo              | 92  | drink      | beber                            | isko                                           | 161 | fog      | neblina                     | tohbi                   |
| 24 | three             | três                        | tóchchìina         | 93  | eat        | comer                            | ipa                                            | 162 | sky      | céu                         | abàalokchakko           |
| 25 | four              | quatro                      | óstàaka            | 94  | bite       | morder                           | kachaɬɬi                                       | 163 | wind     | vento                       | mahli                   |
| 26 | five              | cinco                       | táɬɬàapi           | 95  | suck       | sugar, chupar                    | sonka                                          | 164 | snow     | neve                        | hipli                   |
| 27 | big               | grande(s)                   | choba              | 96  | spit       | cuspir                           | tofka                                          | 165 | ice      | gelo                        | akmi                    |
| 28 | long              | longo(a)(s)                 | baski              | 97  | vomit      | vomitar                          | ahoota                                         | 166 | smoke    | fumaça                      | sobotli                 |
| 29 | wide              | largo(a)(s), amplo(a)(s)    | patha              | 98  | blow       | soprar                           | pofka                                          | 167 | fire     | fogo                        | tikba                   |
| 30 | thick             | grosso(a)(s), espesso(a)(s) | chihbi             | 99  | breathe    | respirar                         | hifoska                                        | 168 | ashes    | cinzas                      | histo, tikbillayki      |
| 31 | heavy             | pesado(a)(s)                | bayba              | 100 | laugh      | rir, gargalhar                   | afaaka                                         | 169 | burn     | pirar, queimar, arder       | libatli                 |
| 32 | small             | pequeno(a)(s)               | chinoofa           | 101 | see        | ver                              | híicha                                         | 170 | street   | rua                         | hini                    |
| 33 | short             | curto(a)(s)                 | basíkko            | 102 | hear       | ouvir                            | iⁿháalòochi                                    | 171 | mountain | montanha                    | bokkoschaaha            |
| 34 | narrow            | estreito(a)(s)              | ɬibaata            | 103 | know       | saber                            | akostiníichi                                   | 172 | red      | vermelho                    | homma                   |
| 35 | thin              | magro(a)(s)                 | sowi               | 104 | think      | pensar                           | akostiniichi                                   | 173 | green    | verde                       | ittoissi okchakkoyáhchi |
| 36 | woman             | mulher                      | tayyi              | 105 | smell      | cheirar                          | hóofna                                         | 174 | yellow   | amarelo                     | laanat balaanayàhchi    |
| 37 | man (adult male)  | homem (homem adulto)        | naani              | 106 | fear       | temer                            | imintaniska                                    | 175 | white    | branco                      | toobakaali              |
| 38 | man (human being) | homem (ser humano)          | aati               | 107 | sleep      | dormir                           | nochi                                          | 176 | black    | preto                       | locha                   |
| 39 | child             | criança                     | ochòosi            | 108 | live       | viver                            | hátchàali                                      | 177 | night    | noite                       | tanka                   |
| 40 | wife              | esposa                      | halki              | 109 | die        | morrer                           | illi                                           | 178 | day      | dia                         | nihta                   |
| 41 | husband           | marido                      | innaani            | 110 | kill       | matar                            | ibi                                            | 179 | year     | ano                         | lokbaha                 |
| 42 | mother            | mãe                         | iki                | 111 | fight      | lutar                            | ittibi                                         | 180 | warm     | morno                       | ikbachi                 |
| 43 | father            | pai                         | taata              | 112 | hunt       | caçar                            | maatibi, owwatta                               | 181 | cold     | frio                        | salaliiha               |
| 44 | animal            | animal/ser de quatro patas  | nàasi iyyi óstàaka | 113 | hit        | bater                            | batatli                                        | 182 | full     | cheio                       | alotka                  |
| 45 | fish              | peixe                       | ɬaɬo               | 114 | cut        | cortar                           | koloffi                                        | 183 | new      | novo                        | hahpa                   |
| 46 | bird              | ave                         | foosi              | 115 | split      | fender, rachar, dividir, quebrar | ittapaɬatli                                    | 184 | old      | velho                       | ohóocha                 |
| 47 | dog               | cachorro, cão               | ifa                | 116 | stab       | esfaquear, apunhalar, espetar    | ɬopotka                                        | 185 | good     | bom                         | chookma                 |
| 48 | louse             | piolho                      | ichha              | 117 | scratch    | raspar, arranhar                 | kaylichi, ɬaafi, sahlichi                      | 186 | bad      | mau                         | kànko                   |
| 49 | snake             | serpente                    | chinto             | 118 | dig        | cavar                            | saffi                                          | 187 | rotten   | podre                       | hapko                   |
| 50 | worm              | verme                       | saklichi ochoski   | 119 | swim       | nadar                            | oohapka                                        | 188 | dirty    | sujo                        | litihko                 |
| 51 | tree              | árvore                      | itto               | 120 | fly        | voar                             | wakayka                                        | 189 | straight | reto                        | lamatki                 |
| 52 | forest            | floresta                    | hassi              | 121 | walk       | caminhar, andar                  | chiyahli                                       | 190 | round    | arredondado                 | tonohki                 |
| 53 | stick             | bastão, vara                | itto               | 122 | come       | vir                              | minti                                          | 191 | sharp    | afiado                      | tikíhno                 |
| 54 | fruit             | fruta                       | aɬi                | 123 | lie        | mentir                           | loska                                          | 192 | dull     | cega (faca)                 | tawakna, tihna          |
| 55 | seed              | semente                     | hiɬikchi           | 124 | sit        | sentar                           | biniili                                        | 193 | smooth   | liso, suave                 | lòobo, ɬimichko         |
| 56 | leaf              | folha                       | ittohissi          | 125 | stand      | estar em/de pé, ficar em/de pé   | hachàali, hisli, lokòoli                       | 194 | wet      | molhado                     | ɬikaliiya               |
| 57 | root              | raiz                        | ittassikchi        | 126 | turn       | virar, girar, rodar, tornar      | haatánnatli                                    | 195 | dry      | seco                        | sowi                    |
| 58 | bark              | casca (das árvores)         | ittaffakchi        | 127 | fall       | cair                             | tammi                                          | 196 | correct  | correto                     | immooli                 |
| 59 | flower            | flor                        | pakaali            | 128 | give       | dar, entregar                    | inka                                           | 197 | near     | perto                       | ayákha                  |
| 60 | grass             | grama, relva                | hassi              | 129 | hold       | segurar                          | istìisi                                        | 198 | far      | longe                       | maahopáhki              |
| 61 | rope              | corda                       | talikcho           | 130 | squeeze    | apertar, comprimir               | tiɬifka                                        | 199 | right    | direita                     | ismaakáakataɬɬa         |
| 62 | skin              | pele                        | affakchi           | 131 | rub        | esfregar, ficcionar              | kayòolichi                                     | 200 | left     | esquerda                    | alfabitàɬɬa             |
| 63 | meat              | carne                       | nipo               | 132 | wash       | lavar                            | aasihli                                        | 201 | at       | em                          | aa-                     |
| 64 | blood             | sangue                      | ɬakhani            | 133 | wipe       | enxugar                          | pasli                                          | 202 | in       | em                          | ispaatállàaka           |
| 65 | bone              | osso                        | chofkoni           | 134 | pull       | puxar                            | halatka                                        | 203 | with     | com                         | ahíina, ibaa-           |
| 66 | fat               | gordura                     | nikóobihchi        | 135 | push       | empurrar                         | bahaffi                                        | 204 | and      | e                           | mooton                  |
| 67 | egg               | ovo                         | akaakochòosi       | 136 | throw      | jogar, arremessar, atirar        | soofi                                          | 205 | if       | se                          | máamiima                |
| 68 | horn              | chifre, corno               | illapihchi         | 137 | tie        | amarrar                          | achitìili                                      | 206 | because  | porque                      | sáhmi                   |
| 69 | tail              | cauda, rabo                 | hachi              | 138 | sew        | costurar, coser                  | oofa                                           | 207 | name     | nome                        | holchifa                |